# ヒロシマ 原爆投下までの4か月
『ヒロシマ 原爆投下までの4か月』（原題　HIROSHIMA）は日本、アメリカ、カナダ、三国の合同制作によるテレビドラマシリーズである。広島市への原子爆弾投下から50年が経ったことを機に制作された。VHS発売時には『ジ・エンド・オブ・パールハーバー HIROSHIMA』『破滅への道（前編）』『運命の日（後編）』というタイトルがついた。
日本では、1996年8月5日から同年8月8日まで4回に渡ってNHK総合で放送された。

## 概要
第二次世界大戦末期の1945年のルーズベルト大統領死去によりトルーマン大統領就任から終戦までの４か月の間のマンハッタン計画の全容を日米双方の政府の視点により描く。
1996年にはエミー賞を受賞した。

## あらすじ
1945年4月、トルーマンはルーズベルト死去により大統領に就任する。アメリカ政府は日本の本土決戦により想像以上の軍の犠牲を出しており、予てより秘密裏に進めていた核兵器開発の最終段階まで進んでおり、戦争終結のために使用するか議論がされていた。一方日本政府はルーズベルト死去により戦局が有利になると軍部は過信し、このまま一億玉砕をしてでも戦い抜くことを推し進める。その最中、大統領となったトルーマンも日本の首相鈴木も天皇裕仁でさえもこれ以上の犠牲を出さずに和平交渉は出来ないと模索するのだが、日米双方の歯止めが利かなくなってしまった軍部の圧力により、運命の時が次第に近づいてゆく。

## キャスト
※括弧内は日本語吹き替えのキャスト
アメリカ政府
- ハリー・S・トルーマン - ケネス・ウェルシュ（川辺久造）
- 陸軍長官・ヘンリー・スティムソン - ウェズリー・アディー（久米明）
- 国務長官・ジェームズ・F・バーンズ - ケン・ジェンキンス（近藤洋介）
- 陸軍参謀長官・ジョージ・マーシャル - レオン・パウエル（坂口芳貞）
- マンハッタン計画責任者・レズリー・グローヴス - リチャード・D・マズ―（菅生隆之）
- ロバート・オッペンハイマー - ジェフリー・デマン（坂部文昭）
- 陸軍次官補・ジョン・J・マクロイ - バーナード・ベアレンズ（大木民夫）
- 海軍作戦本部長・アーネスト・キング大将 - ジェームズ・ブラッドフォード（北村弘一）
- ルースベルト首席補佐官・ウィリアム・レーヒ大将 - ジョージ・R・ロバートソン（英語版）（小林清志）
- 海軍次官・ラルフバード - トム・ラーク（富田耕生）
- 空軍大将・カーチス・ルメイ - セドリック・スミス（英語版） (大木民夫)
- トルーマン大統領夫人 - シーナ・ラーキン(藤波京子)
- 海軍技術士官ウィリアム・ディーク・パーソンズ - ガアレイ・レイネケ(千田光男)
- 第509混成部隊隊長・ポール・ティベッツ中佐 - デビッド・ガウ(麦人)
- レオ・シラード - ソウル・ルビネック (広瀬正志）
- シカゴ大学学長・ウォルターバートキー - デニス・セント・ジョン
- ウィンストン・チャーチル - ティモシー・ウェスト（富田耕生）
- ヨシフ・スターリン - Serge Christiaenssens

日本政府
- 天皇（裕仁） - 梅若猶彦
- 内閣総理大臣（鈴木貫太郎） - 松村達雄
- 陸軍大臣（阿南惟幾） - 高橋幸治
- 外務大臣（東郷茂徳） - 井川比佐志
- 内大臣（木戸幸一） - 佐藤慶
- 元首相（近衛文麿） - 加藤和夫
- 海軍大臣（米内光政） - 神山繁
- 陸軍大将（梅津美治郎） - 幸田宗丸
- 軍令部総長（豊田副武） - 小池榮
- 厚生大臣（岡田忠彦） - 新井量大
- 陸軍少佐（畑中健二） - 竹本和正
- 内閣書記官長（迫水久常） - 塩屋俊
- 軍需大臣（豊田貞次郎） - 久保明
- 農商大臣（石黒忠篤） - 長谷川弘
- 陸軍航空総監部参謀次長（河辺虎四郎） - 浜田晃
- 軍務局長（吉積正雄） - 石黒正男
- 阿南綾子 - 姿晴香
- 瀬島龍三 - 秋野太作

証言者（インタビュー映像）
- クラーク・クリフォード（トルーマンの法律顧問)(永井一郎)
- シガード・カールソン（沖縄第6海兵師団）(阪脩)
- 与那覇百子（ひめゆり部隊）
- 最上貞雄（阿南惟幾の部下）
- レオン・スミス(原子爆弾発射調整係)(永井一郎)
- ロバート・クローン（科学者）（北村弘一）
- ロバート・クリスティ（科学者）（富田耕生）
- エドワード・テラー（科学者）（辻親八）